# Hansboro
Hansboro is een plaats (city) in de Amerikaanse staat North Dakota, en valt bestuurlijk gezien onder Towner County.

## Demografie
Bij de volkstelling in 2000 werd het aantal inwoners vastgesteld op 8.
In 2006 is het aantal inwoners door het United States Census Bureau geschat op 7,.

## Geografie
Volgens het United States Census Bureau beslaat de plaats een oppervlakte van
0,5 km², geheel bestaande uit land. Hansboro ligt op ongeveer 489 m boven zeeniveau.

## Plaatsen in de nabije omgeving
De onderstaande figuur toont nabijgelegen plaatsen in een straal van 32 km rond Hansboro.